# Conseil législatif palestinien
Pour les articles homonymes, voir Conseil législatif.
IIe législature
Activités suspendues depuis 2007
Bâtiment Conseil législatif palestinien
Le Conseil législatif, abrégé CLP, (en arabe : ٱلْمَجْلِس ٱلتَّشْرِيعِيّْ ٱلْفَلَسْطِينِي romanisé : ʾal-Maǧlis al-ttašrīʿīy ʾal-falasṭīnī) est le parlement des territoires palestiniens administrés par l'Autorité palestinienne, et l'embryon de la législature d'un éventuel futur État palestinien indépendant. Il comprend 132 membres, élus à partir de 16 districts électoraux en Cisjordanie et dans la bande de Gaza. Son siège se trouve à Ramallah. À l'instar de la Knesset israélienne, le Conseil législatif palestinien est monocaméral.
C'est pendant les négociations des Accords d'Oslo qu'Israël et l'OLP se sont accordés sur la mise en place d'une telle assemblée. Les premières élections législatives palestiniennes ont eu lieu en 1996. Depuis une réforme du nombre de sièges et du mode de scrutin votée par le Conseil en juin 2005, son nombre de sièges est passé de 88 à 132 tandis que la moitié est désormais pourvue à la proportionnelle, l'autre restant distribuée suivant la méthode du scrutin majoritaire utilisée depuis 1996.

## Responsabilités du Conseil
D'après l'Accord intérimaire sur la Cisjordanie et la Bande de Gaza, le conseil élu et son bras exécutif (l'Autorité nationale palestinienne, dont les membres sont nommés) ont compétence dans les affaires civiles et sont responsables de la sécurité interne et de l'ordre public dans les zones palestiniennes autonomes. Tous les actes du Conseil peuvent néanmoins être modifiés par Israël.
Le Président du Conseil législatif peut obtenir les fonctions du Premier ministre de l'Autorité palestinienne si celui-ci n'est plus capable de les remplir.

## Évolution du Conseil législatif
Le premier CLP a commencé à travailler le 7 mars 1996. Ce jour est appelé « jour de la démocratie » par les Palestiniens.

### Conseil législatif de 1996
Le premier CLP est élu le 20 janvier 1996 et est constitué de 88 sièges dont :
- Fatah : 49 (4) (5)
- Indépendant affilié Fatah : 15
- Indépendant (mouvance Islamiste) : 4 (6)
- Indépendant : 17
- autres : 3 (7)

Dans ce conseil, on compte 5 femmes, 3 Fatah et 2 Indépendants. Six sièges sont réservés pour les Chrétiens et un pour les Samaritains qui sont un petit peuple apparenté au judaïsme. Les six sièges chrétiens ont été occupés par le Fatah et 3 candidats indépendants ; le Samaritain élu est un indépendant affilié Fatah.
Le Président du conseil législatif est alors : Rawhi Fattuh. Il a exercé les fonctions de Président de l'Autorité palestinienne à la mort de Yasser Arafat.

### Conseil législatif de 2006
Un deuxième scrutin s'est tenu le 25 janvier 2006 pour élire le nouveau Conseil législatif palestinien. Selon les résultats officiels des législatives, le Hamas obtient la majorité relative au Parlement palestinien.
Le Président du conseil législatif est Abdel Aziz Duwaik depuis le 18 février 2006. À la suite de l'arrestation de Abdel Aziz Duwaik par l'armée israélienne, c'est Ahmed Bahar qui assure la présidence par intérim.
| Parti                                                                         | %    | Voix    | Siège |
| ----------------------------------------------------------------------------- | ---- | ------- | ----- |
| Hamas                                                                         | 42,9 | 434 817 | 74    |
| Fatah                                                                         | 39,8 | 403 458 | 45    |
| FPLP                                                                          | 4,1  | 41 671  | 3     |
| Alternatifs                                                                   | 2,8  | 28 779  | 2     |
| Palestine indépendante                                                        | 2,6  | 26 554  | 2     |
| Troisième Voie                                                                | 2,3  | 23 513  | 2     |
| Indépendants                                                                  | -    | -       | 4     |
| Autres                                                                        | 5,2  | 53 200  | 0     |
| Source: Central Élection Commission, 26 janvier 2006, http://www.elections.ps |      |         |       |

Depuis 2007, le parlement ne siège plus mais cependant, quelques commissions ont lieu et son administration fonctionne toujours.

## Représentants au Conseil de l'Europe
Le Conseil législatif palestinien est membre de l'Assemblée parlementaire du Conseil de l'Europe avec le statut de « partenaire pour la démocratie ».
| Fonction              | Nom                      | Parti | Parti | En fonction depuis le |
| --------------------- | ------------------------ | ----- | ----- | --------------------- |
| Chef de la délégation | Bernard Sabella          |       | Fatah | 21 janvier 2013       |
| Membres               | Mohammedfaisal Abushahla |       | Fatah | 26 mai 2016           |
| Membres               | Sahar Alqawasmi          |       | Fatah | 27 mai 2016           |
| Suppléants            | Azzam Al-Ahmad           |       | Fatah | 27 mai 2016           |
| Suppléants            | Khalida Jarrar           |       | PFLP  | 27 mai 2016           |
| Suppléants            | Qais Khader              |       | DFLP  | 27 mai 2016           |

## Bâtiments

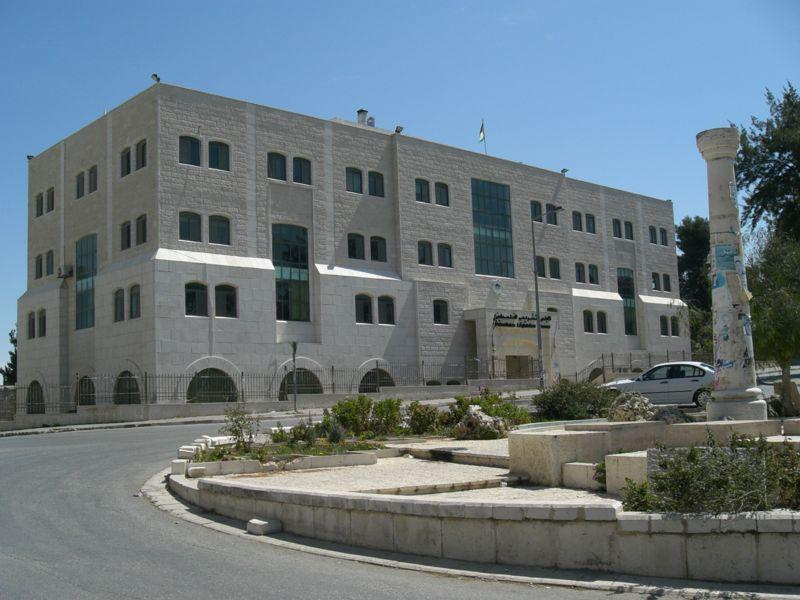
Bâtiment du Conseil législatif palestinien, à Ramallah.

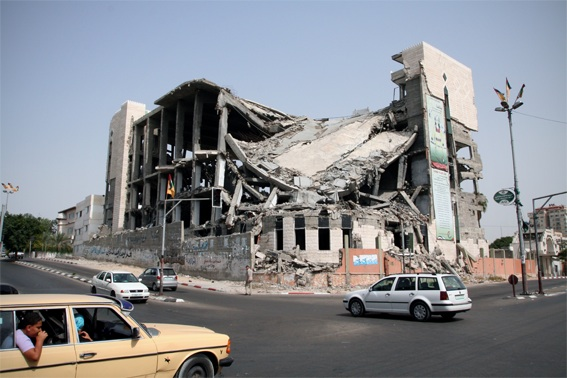
Bâtiment du Conseil législatif palestinien, à Gaza, détruit en septembre 2009 par les forces israéliennes.

En 1995, à la suite des accords d'Oslo, Abou Dis, ville adjacente à Jérusalem-Est, a été désignée pour accueillir le siège du Conseil législatif palestinien. Le bâtiment a été pratiquement achevé (second œuvre) mais a été abandonné en 2000, lorsque des députés palestiniens ont préféré opter pour une institution provisoire à Ramallah,,,,.
Depuis, le Conseil législatif palestinien dispose en Cisjordanie de deux bâtiments principaux, l'un à Ramallah sur le site du ministère de l'Éducation, abritant les chambres de l'Assemblée, et le principal bureau administratif du CLP à al-Bireh, ville adjacente à Ramallah. Le CLP disposait également d'un bâtiment à Rimal, quartier de la ville de Gaza. Celui-ci, après la prise de pouvoir par le Hamas à Gaza, a finalement été bombardé par Israël lors de la guerre de Gaza de 2008-2009,, et détruit peu après.